# Természettudományi Könyvtár
A Természettudományi Könyvtár egy magyar nyelvű természettudományi könyvsorozat volt a 20. század elején, amely a következő műveket tartalmazta:
- 1–2. Darwin Charles: Az ember származása és az ivari kiválás. Fordította dr. Entz Géza, dr. Fülöp Zsigmond és dr. Madzsar József. 2. kötet. (VIII. 418; 9, 344 l., 32 tábla.) 1910
- 3. Bölsche Wilhelm: A bacillustól a majomemberig. Fordította dr. Pogány József. (4. 256. 1 l.) 1910
- 4–5. Haeckel Ernst: Az élet csodái. Ford.: Czóbel Ernő–Fülöp Zsigmond–Veres Mihály. 2 köt. 315, 276 l.
- 6–7. Darwin Charles: Fajok keletkezése természetes kiválasztás útján, vagy az életrevalóbb tenyészfajok boldogulása a létért való küzdelemben. Ford.: Mikes Lajos. 2. köt. XIX, 283, 310 l.
- 8. Francé R. H.: 1. A növények érzéki és szerelmi élete. Ford.: Pogány József. 2. A Darwinizmus mai állása. Ford.: Kovács Sándor. 1913. 311 l.
- 9. Mecsnikov E.: Az emberi természet. Tanulmányok. Ford.: Bresztovszky Ernő. 1913. 280 l.